# Antonio Barberini starejši
Antonio Marcello kardinal Barberini starejši, O.F.M. Cap., italijanski rimskokatoliški duhovnik, škof in kardinal, * 1569, Firence, † 11. september 1646, Rim.

## Življenjepis
Leta 1592 je prejel redovne zaobljube pri kapucinih.
7. oktobra 1624 je bil povzdignjen v kardinala in 13. novembra istega leta je bil imenovan za kardinal-duhovnika S. Onofrio.
26. januarja 1625 je bil imenovan za škofa Senigallie in 2. februarja 1625 je prejel škofovsko posvečenje. S tega položaja je odstopil 11. decembra 1628.
Leta 1629 je bil imenovan za tajnika v Rimski kuriji.
7. septembra 1637 je bil imenovan za kardinal-duhovnika S. Pietro in Vincoli in 26. maja 1642 za baziliko svete Marije v Trasteveru.